# Astyages
Astyages (inaczej Isztuwegu, Arsztiwajga) – ostatni władca państwa Medów (585–550 p.n.e.), syn Kyaksaresa. Za jego czasów w ramach kampanii aneksyjnych Medowie wtargnęli do północnej Syrii (w okolicach dzisiejszej granicy syryjsko-tureckiej), która stanowiła część babilońskiego imperium, i opanowali wielkie ośrodki religijne, Arbelę i Harran. Zburzyli sanktuaria i deportowali setki kapłanów. Opis spustoszeń widnieje na odkrytej w Babilonie steli. Groźba wojny z Nabuchodonozorem zmusiła Astyagesa do szukania funduszy i ludzi. Szczególnie naciskana o wsparcie była Persja. Medyjski władca jednak szybko sobie uświadomił, że przez swe powiązania z Elamem - który sam stanowił bramę do dolnej Mezopotamii - król Anszanu, Kambyzes I, musi być traktowany inaczej i na pewno  z większym szacunkiem. Tak więc około 598 r. p.n.e. Astyages dał Kambyzesowi I z Anszanu, plemiennemu wodzowi, za żonę jedną ze swoich córek, księżniczkę Mandane (z tego związku narodził się Cyrus II Wielki). Działania Astyagesa nie na wiele się zdały. Po śmierci Kambyzesa I w 559 r. p.n.e. królem i chanem Persji ogłosił się Cyrus II, który rościł sobie pretensje do spadku po Astyagesie. Nie mogąc otrzymać spadku dobrowolnie Cyrus II, z racji więzów krwi, zdecydował się na wzięcie tego siłą. Przygotowując się do wojny z Astyagesem Cyrus II zapewnił sobie uprzednio wsparcie m.in. perskich plemion oraz Achemenidów. W latach 553-551 p.n.e. wojska Cyrusa II wdzierały się coraz głębiej w medyjskie terytorium, prąc twardo w stronę Ekbatany. Ostateczna klęska Astyagesa dokonała się w wyniku dwudniowej bitwy pod Pasagardami w 550 r. p.n.e. Astyages przegrał wojnę z władcą perskim a zarazem swym wnukiem Cyrusem II Wielkim. Państwo Medów dostało się pod panowanie Achemenidów. Uważa się, że Cyrus II przyjął państwowy ceremoniał królewski, a liczni Medowie zachowali pozycję społeczną równą Persom.
Żoną Astyagesa była Aryenis. Małżeństwo to było wynikiem pokoju zawartego po bitwie nad rzeką Halys pomiędzy Alyattesem z Lidii i królem Medów Kyaksaresem. Z małżeństwa tego urodziła się córka Mandane.